# Liste der Kulturdenkmale in Thiendorf

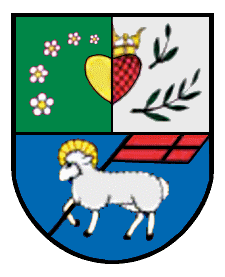
Wappen von Thiendorf

In der Liste der Kulturdenkmale in Thiendorf sind die Kulturdenkmale der sächsischen Gemeinde Thiendorf verzeichnet, die bis Januar 2022 vom Landesamt für Denkmalpflege Sachsen erfasst wurden (ohne archäologische Kulturdenkmale). Die Anmerkungen sind zu beachten.
Diese Aufzählung ist eine Teilmenge der Liste der Kulturdenkmale im Landkreis Meißen.

## Thiendorf
| Bild           | Bezeichnung | Lage                                  | Datierung                                                               | Beschreibung | ID       |
| -------------- | --- | ------------------------------------- | ----------------------------------------------------------------------- | --- | -------- |
|                | Transformatorenhäuschen | Kamenzer Straße 5 (gegenüber) (Karte) | Um 1915                                                                 | Zeugnis der Elektrifizierung des Ortes, technikgeschichtlich von Bedeutung. Putzbau auf quadratischem Grundriss, Krüppelwalmdach, Biberschwanzdeckung, darauf verschieferter turmartiger Aufbau, Zeltdach. | 08956685 |
|                | Gasthof (Nr. 10) mit Seitengebäude (Nr. 10a)                                                                                 | Kamenzer Straße 10, 10a (Karte)       | Bezeichnet mit 1688                                                     | In ortsbildprägender Lage, mit prächtigem barocken Eingangsportal, ortshistorisch bedeutend. - Gasthof: massiver, breitgelagerter Putzbau, zweigeschossig, Wand-Öffnung-Verhältnis intakt, Portal mit Inschrift „Zum treuen Freund/ MDCLXXXIIX“, mächtiges Walmdach - Seitengebäude: massiver Putzbau mit Satteldach | 08956684 |
| Weitere Bilder | Postmeilensäule | Kamenzer Straße 25 (vor) (Karte)      | Bezeichnet mit 1722; 1986 (Kopie)                                       | Königlich-Sächsischer Meilenstein. Kopie eines Viertelmeilensteins, verkehrsgeschichtlich von Bedeutung. Sandsteinkubus, scharriert, Aufsatz, Inschrift „AR 1722“. In dem am ehemaligen Postkurs Leipzig–Breslau im Zuge der Via Regia gelegenen Thiendorf befindet sich die Nachbildung des Viertelmeilensteines Nummer 53 aus dem Jahr 1722. Der Stein war wahrscheinlich schon Anfang des 20. Jahrhunderts abgetragen worden, da er in damaligen Forschungsberichten nicht erwähnt wird. 1980 wurde ein, allerdings nicht mehr restaurierbares, Reststück in einer Uferbefestigung im benachbarten Schönfeld entdeckt, das sich heute im Bergelager Schloss Trebsen befindet. Die Kopie wurde 1986 am heutigen Standort errichtet.                                                                                               | 08956695 |
| Weitere Bilder | Mühle (mit technischer Ausstattung) sowie Wohnhaus, Stallgebäude, Scheune und Seitengebäude eines Mühlenanwesens (Kienmühle) | Kienmühle 1 (Karte)                   | Nach 1927                                                               | Weitgehend original erhaltenes Mühlenhof-Ensemble mit technikgeschichtlicher Bedeutung. Ersterwähnung ca. 1350, seit 1900 im Besitz der Familie Noack. 1926 wurde die Fachwerkmühle durch Brand vollständig vernichtet, sofortiger Neuaufbau als Getreidemühle mit Bäckereibetrieb. Bausubstanz und Inneneinrichtung sind im Originalzustand aus dieser Zeit erhalten und funktionstüchtig, bis 1990 noch teilweise in Betrieb. - Turbinenbetriebene Wassermühle mit Ausstattung und Wohnhaus: zweigeschossiger Putzbau mit reicher Dachlandschaft, doppelte Biberschwanzdeckung, zum Teil Kronendeckung, zum Teil originale Fenster mit Metallsprossung im Mühlenbereich, farbige Akzentuierung der Fenster - Stall: massiver Putzbau, Drempel, Sandsteingewände - Scheune: massiver Putzbau, Drempel, Segmentbogentor, Satteldach | 08956673 |
| Weitere Bilder | Wohnstallhaus eines Bauernhofes                                                                                              | Zum Großteich 2 (Karte)               | Anfang 19. Jahrhundert                                                  | Zeit- und landschaftstypischer Fachwerk-Bau, markant im Ortsbild, baugeschichtlich von Bedeutung. Erdgeschoss massiv, Obergeschoss Fachwerk. Giebel zum Teil verbrettert, zum Teil Fachwerk, Krüppelwalmdach. | 08956686 |
| Weitere Bilder | Wohnstallhaus und Scheune eines Dreiseithofes                                                                                | Zum Großteich 7 (Karte)               | Anfang 19. Jahrhundert (Wohnstallhaus); um 1870 (Scheune)               | Zeit- und landschaftstypisch, Teil der alten Ortsstruktur, baugeschichtlich und wirtschaftsgeschichtlich von Bedeutung. - Wohnhaus: Erdgeschoss massiv, Obergeschoss Fachwerk verputzt, Giebel verputzt, zum Teil originale Fenster, Satteldach - Scheune: massiver Putzbau, zwei große, gerade abschließende Toreinfahrten, originale Rundbogenfenster zwischen den Toren | 08956688 |
| Weitere Bilder | Wohnhaus, Stallanbau, Seitengebäude/Auszugshaus, (Doppelscheune), Toranlage und Einfriedung eines Dreiseithofes              | Zum Großteich 12 (Karte)              | 1728 Dendro (Seitengebäude); Ende 19. Jahrhundert, um 1900 (Bauernhaus) | Seitengebäude als altes Fachwerkhaus, Wohnhaus massiver Putzbau der Gründerzeit, von exemplarischer Bedeutung für die ländliche Architektur ihrer Zeit, Teil der alten Ortsstruktur, baugeschichtlich und wirtschaftsgeschichtlich von Bedeutung. - Wohnstallhaus: Erdgeschoss massiv, Obergeschoss Fachwerk, Frackdach, Giebel Fachwerk verputzt - Wohnhaus: massiver Putzbau, profilierte Fenstergewände, Krüppelwalmdach - Stall und Scheune: massiver Putzbau, Satteldach | 08956687 |
| Weitere Bilder | Wohnhaus mit Einfriedung | Zur Brüdergemeinde 10 (Karte)         | Um 1890                                                                 | Wohnhaus der ehemaligen Brüdergemeinde, weitgehend original erhalten, gründerzeitlicher Klinkerbau, ortshistorische Bedeutung. Zweigeschossiger Bau über vielgliedrigem Grundriss, Polygonsockel, darüber gelber Klinkerbau mit risalitartigem Vorbau an rechter Schauseite, Schmuckfries aus Vierpass-Motiven, Fenstersohlbänke mit Konsolen, Vorhangbogenmotiv, reiche Dachlandschaft, zum Teil Biberschwanzdeckung, teilweise originaler Zaun. | 08956691 |
| Weitere Bilder | Wohnhaus mit Einfriedung | Zur Brüdergemeinde 14 (Karte)         | Um 1890                                                                 | Wohnhaus der ehemaligen Brüdergemeinde, weitgehend original erhalten, gründerzeitlicher Klinkerbau mit Ecktürmen, ortshistorische Bedeutung. Zweigeschossiger Klinkerbau auf Polygonsockel, zwei Ecktürme mit oktogonalen Krüppelwalmdächern, horizontale rote Ziegelgliederung, Schieferdach, originaler Zaun. | 08956693 |
| Weitere Bilder | Wohnhaus mit Einfriedung | Zur Brüdergemeinde 15 (Karte)         | Um 1890                                                                 | Wohnhaus der ehemaligen Brüdergemeinde, weitgehend original erhalten, gründerzeitlicher Klinkerbau mit Ecktürmen, ortshistorische Bedeutung. Zweigeschossiger Klinkerbau auf Sockel aus Polygonmauerwerk, rote Schmucksteine, an den Ecken Betonung durch Türme mit Welschen Hauben und Laternen, originale Tür und Fenster, Fenstersohlbänke mit Konsolen, Schmuckfries, Weinlaubranken, originales Wetterhäuschen, originaler Zaun. | 08956690 |
| Weitere Bilder | Wohnhaus | Zur Brüdergemeinde 16 (Karte)         | Um 1890                                                                 | Wohnhaus der ehemaligen Brüdergemeinde, weitgehend original erhalten, gründerzeitlicher Klinkerbau mit Volutengiebel, ortshistorische Bedeutung. Zweigeschossiger Klinkerbau über Polygonsockel, horizontale Gliederung durch roten Backstein, zweiachsiger Mittelrisalit mit Giebelaufbau und zwei Rundbogenfenstern, im Obergeschoss Fenster mit Dreiecksbedachung, Schmuckband mit vegetabiler Ornamentik, Fenstersohlbänke mit Konsolen, Biberschwanz-Kronendeckung. | 08956692 |
| Weitere Bilder | Wohnhaus mit Einfriedung | Zur Brüdergemeinde 29 (Karte)         | Um 1890                                                                 | Wohnhaus der ehemaligen Brüdergemeinde, weitgehend original erhalten, gründerzeitlicher Klinkerbau, ortshistorische Bedeutung. Zweigeschossig auf Polygonsockel, rote Ziegelgliederung, reiche Dachlandschaft, Biberschwanzdeckung. | 08956694 |

## Dobra
| Bild           | Bezeichnung                                                                                          | Lage                                | Datierung | Beschreibung | ID       |
| -------------- | --- | ----------------------------------- | --- | --- | -------- |
|                | Wegestein                                                                                            | (Flurstück 675d) (Karte)            | 19. Jahrhundert | Verkehrshistorische Bedeutung | 08956985 |
| Weitere Bilder | Kirche (mit Ausstattung) sowie Kirchhof mit Einfriedung und zwei Grabplatten der Familie von Boxberg | Am Dobrabach (Karte)                | 1750 (Kirche); wohl 1. Hälfte 18. Jahrhundert (Kruzifix); 18. Jahrhundert (Altarbild); 1807 (Kirchenausstattung); um 1840 (Orgel) | Schlichte barocke Saalkirche mit Westturm, baugeschichtliche und ortshistorische Bedeutung | 08956989 |
| Weitere Bilder | Denkmal für die Gefallenen des Ersten Weltkrieges                                                    | Am Dobrabach 4 (bei) (Karte)        | Nach 1918 | Ortshistorische Bedeutung | 08956990 |
| Weitere Bilder | Wohnhaus                                                                                             | Am Dobrabach 8 (Karte)              | Mitte 19. Jahrhundert | Zeit- und landschaftstypischer, eingeschossiger Putzbau, mit Drempel und rundbogigem Zwillingsfenster im Giebel, möglicherweise Armenhaus des Ortes, baugeschichtlich und sozialgeschichtlich von Bedeutung | 08956995 |
| Weitere Bilder | Pfarrhaus                                                                                            | Am Dobrabach 27 (Karte)             | Mitte 18. Jahrhundert | Ortshistorische Bedeutung, Obergeschoss Fachwerk verbrettert, eines der wenigenen erhaltenen Fachwerkhäuser im Ort                                                                                          | 08956991 |
| Weitere Bilder | Wohnhaus eines Dreiseithofes                                                                         | Mittelstraße 12 (Karte)             | 2. Hälfte 19. Jahrhundert | Mit Fachwerk-Obergeschoss, Teil der alten Ortsstruktur, baugeschichtlich von Bedeutung | 08956992 |
| Weitere Bilder | Transformatorenhäuschen                                                                              | Zum Kohlbusch 5 (gegenüber) (Karte) | Um 1915 | Zeugnis der Elektrifizierung des Ortes, technikgeschichtlich von Bedeutung; ehemalige Anschrift Tauschaer Straße 5                                                                                          | 08956994 |

## Kleinnaundorf
| Bild           | Bezeichnung                                                        | Lage                                        | Datierung                  | Beschreibung | ID       |
| -------------- | ------------------------------------------------------------------ | ------------------------------------------- | -------------------------- | --- | -------- |
|                | Denkmal für das Schwedenlager                                      | (Flurstück 458) (Karte)                     | Bezeichnet mit 1706        | Grob behauener Granitstein mit Inschrift, ortshistorische Bedeutung                                                                                   | 08957010 |
| Weitere Bilder | Denkmal für die Gefallenen des Ersten Weltkrieges, mit Einfriedung | Dorfplatz (Karte)                           | Nach 1918                  | Ortshistorische Bedeutung | 08957000 |
| Weitere Bilder | Wegestein                                                          | Zum Springbach (Ecke Am Eichberg) (Karte)   | 19. Jahrhundert            | Verkehrshistorische Bedeutung, ehemalige Anschrift Dorfstraße/Kurzer Weg                                                                              | 08956998 |
| Weitere Bilder | Gasthof (mit Saal)                                                 | Zum Springbach 12 (Karte)                   | Bezeichnet mit „E.U. 1878“ | Massiver Putzbau, Türgewände mit gerader Verdachung, ortshistorische Bedeutung, ehemalige Anschrift Dorfstraße 12                                     | 08956999 |
| Weitere Bilder | Wohnhaus eines Bauernhofes                                         | Zum Springbach 28 (Karte)                   | 2. Hälfte 19. Jahrhundert  | Obergeschoss Fachwerk, Giebel und Drempel verbrettert, Teil der alten Ortsstruktur, baugeschichtlich von Bedeutung, ehemalige Anschrift Dorfstraße 28 | 08957001 |
| Weitere Bilder | Wegesäule                                                          | Zur Feldmühle (Ecke Zum Springbach) (Karte) | 19. Jahrhundert            | Verkehrshistorische Bedeutung, ehemalige Anschrift Hauptstraße                                                                                        | 08956997 |
| Weitere Bilder | Wegestein                                                          | Zur Feldmühle (Ecke Am Eichberg) (Karte)    | 19. Jahrhundert            | Verkehrshistorische Bedeutung, ehemalige Anschrift Hauptstraße                                                                                        | 08957002 |
| Weitere Bilder | Grenzstein                                                         | Zur Feldmühle (Ecke Zum Springbach) (Karte) | 19. Jahrhundert            | Granit, verkehrshistorische Bedeutung, ehemalige Anschrift Hauptstraße                                                                                | 08956996 |

## Lüttichau
| Bild           | Bezeichnung                                                                   | Lage                  | Datierung             | Beschreibung | ID       |
| -------------- | ----------------------------------------------------------------------------- | --------------------- | --------------------- | --- | -------- |
| Weitere Bilder | Seitengebäude (Wohnstallhaus) eines Dreiseithofes                             | Am Graben 3 (Karte)   | Ende 19. Jahrhundert  | Orts- und zeittypischer Bau der Gründerzeit, weitgehend original erhalten, massiver Putzbau mit Drempel und Zwillingsfenster im Giebel, baugeschichtlich von Bedeutung. Eingeschossig, Bruchsteinmauerwerk, Drempel, Putznutung an den Ecken, Sandsteinfenstergewände, originale Fenster, Eingangsbereich mit geradem, profiliertem Türsturz, profiliertes Gurtgesims, im Giebel Palladiomotiv. | 08956651 |
| Weitere Bilder | Wohnstallhaus (ohne Anbauten) und frei stehendes Backhaus eines Dreiseithofes | Heidestraße 5 (Karte) | Mitte 19. Jahrhundert | Wohnstallhaus einer der wenigen erhaltenen Fachwerkbauten im Ort, baugeschichtlich von Bedeutung, Backhaus von Seltenheitswert, wirtschaftsgeschichtlich von Bedeutung. - Bauernhaus: Erdgeschoss massiv, Obergeschoss Fachwerk, Satteldach - Backofen: Bruchstein, verputzt, Lehmkern im Innern erhalten, Satteldach, Biberschwanzdeckung                                                      | 08956652 |

## Naundorf
| Bild                                    | Bezeichnung                                                           | Lage                                  | Datierung           | Beschreibung | ID       |
| --------------------------------------- | --------------------------------------------------------------------- | ------------------------------------- | ------------------- | --- | -------- |
|                                         | Sächsisch-Preußischer Grenzstein: Pilar Nr. 149 sowie 11 Läufersteine | (Flurstück 1363/1) (Karte)            | Nach 1828           | Siehe auch Sachgesamtheit 09305644; vermessungsgeschichtlich und landesgeschichtlich von Bedeutung als Zeitdokument der historischen Grenzziehung zwischen Sachsen und Preußen nach dem Wiener Kongress 1815 | 09305484 |
|                                         | Sächsisch-Preußischer Grenzstein: Pilar Nr. 150 sowie 15 Läufersteine | (Flurstück 1363/1) (Karte)            | Nach 1828           | Siehe auch Sachgesamtheit 09305644; vermessungsgeschichtlich und landesgeschichtlich von Bedeutung als Zeitdokument der historischen Grenzziehung zwischen Sachsen und Preußen nach dem Wiener Kongress 1815 | 08957197 |
| Direkt Bild zu diesem Denkmal hochladen | Transformatorenhäuschen                                               | Rohnaer Straße 16 (gegenüber) (Karte) | Um 1920             | Zeugnis für Elektrifizierung des Ortes, technikgeschichtlich von Bedeutung | 08956672 |
| Weitere Bilder                          | Bodenreformstein                                                      | Rohnaer Straße 24 (gegenüber) (Karte) | Bezeichnet mit 1952 | Orts- und regionalgeschichtliche Bedeutung | 08956670 |

## Ponickau
| Bild                                    | Bezeichnung | Lage                       | Datierung                                                                       | Beschreibung | ID       |
| --------------------------------------- | --- | -------------------------- | ------------------------------------------------------------------------------- | --- | -------- |
| Direkt Bild zu diesem Denkmal hochladen | Wohnstallhaus eines Dreiseithofes | Brunnenstraße 15 (Karte)   | 2. Hälfte 19. Jahrhundert                                                       | Orts- und zeittypischer Bau der Gründerzeit, Massivbau mit Putzgliederung, Zwillingsfenster im Giebel, baugeschichtlich von Bedeutung. Zweigeschossiger Putzbau, Putzgliederung, Putznutung an den Ecken, zum Teil originale Fenster, Gurtgesims, Kranzgesims, Zwillingsfenster im Giebel. | 08956664 |
| Direkt Bild zu diesem Denkmal hochladen | Wegestein | Hauptstraße (Karte)        | 19. Jahrhundert                                                                 | Verkehrshistorische Bedeutung, graue Granitstele ohne Inschrift (verwittert) | 08957022 |
| Direkt Bild zu diesem Denkmal hochladen | Seitengebäude (Wohnhaus) eines Dreiseithofes | Hauptstraße 31 (Karte)     | Ende 19. Jahrhundert                                                            | Zeit- und landschaftstypischer Bau der Gründerzeit, weitgehend original erhaltene Putzfassade, baugeschichtlich von Bedeutung. Zweigeschossiger massiver Putzbau auf Bruchsteinmauerwerk, Lisenen-Putzgliederung, Gurtgesims, profilierte Fenstergewände, Satteldach. | 08956669 |
| Direkt Bild zu diesem Denkmal hochladen | Schmiedewerkstatt (mit Ausstattung) und mit angrenzendem Wohnhaus                                                                                        | Hauptstraße 34 (Karte)     | Um 1905                                                                         | Teil der alten Ortsstruktur, ortsgeschichtlich und technikgeschichtlich von Bedeutung. - Wohnhaus: zweigeschossiger Bruchsteinbau, verputzt, Korbbogenfenster, originale Fenster und Haustür, gegossene profilierte Gewände, Walmdach, Biberschwanz-Kronendeckung - Schmiede: eingeschossiger Bruchsteinbau, verputzt, über rechtwinkligem Grundriss, innen: Amboss, Blasebalg, Geräte | 08956662 |
| Direkt Bild zu diesem Denkmal hochladen | Ehemalige Schule, heute Wohnhaus | Hauptstraße 35 (Karte)     | 1905                                                                            | Weitgehend original erhaltenes Gebäude mit Jugendstildetails, von ortshistorischer Relevanz. Polygonsockel aus Naturstein, darauf zweigeschossiger massiver Putzbau, große Rundbogenfenster und originale Eingangstür, Biberschwanzdeckung. | 08956661 |
| Weitere Bilder                          | Kirche (mit Ausstattung), Kirchhof mit Einfriedung, acht geschwärzte Eisenkreuze und ein Grabmal sowie Denkmal für die Gefallenen des Ersten Weltkrieges | Hauptstraße 36 (Karte)     | 1589 (Kirche); 1511 (Altar); 1587 (Kanzel); Turm 1778 (Kirche); um 1835 (Orgel) | Stattliche Saalkirche mit barockem Südturm, baugeschichtliche, ortsbildprägende und ortshistorische Bedeutung, Eisenkreuze der Familie Auerswald (Pfarrer). - Evangelische Pfarrkirche (Dehio Sachsen I, 1996): Mit zwei kräftigen Strebepfeilern an der Westwand und mächtigem Turm an der Südseite. Unter Verwendung des romanischen Vorgängerbaus 1589 Neubau des gewaltigen Saales. Turm ab dem Oktogon aus dem Jahr 1778, die Haube 1876 erneuert. Umfassende Erneuerung des Inneren 1912 durch Woldemar Kandler. Der schlichte Bau mit eingezogenem, gerade geschlossenem Chor, Korbbogenfenster. Der Turm auf quadratischem Grundriss von beachtlicher Größe, mit achtseitigem Glockengeschoss. Haube über stark gegliedertem Profil. Das flachgedeckte Innere sehr schlicht. Im Langhaus Emporen, die Orgelempore halbkreisförmig vorschwingend. Die Turmvorhalle mit Balkendecke und spitzbogigem Portal. - Ausstattung: Beachtlicher Schnitzaltar von 1511. Im Mittelschrein Darstellung der Marienkrönung, in den Flügeln die zwölf Apostel, in der Predella vier weibliche gekrönte Heilige. Besonders hervorzuheben sind die Malereien mit Szenen aus dem Marienleben auf den Flügelaußenseiten. Die Darstellungen in reich ausgestattete architektonische Räume verlegt, mit vielfältiger Verwendung der Perspektive. Die Gesichter bis zur Groteske individualisiert. Süddeutscher Einfluss erkennbar, bisher dem Maler Pankratius Grueber zugeschrieben. Sandsteinkanzel von 1587 auf einer Säule mit hölzernem Schalldeckel. Der Taufstein romanischen Ursprungs, 1911 verändert. Orgel von Gottlob Heinrich Nagel um 1835, mehrfach verändert. - In die Ostwand eingelassen sechs Grabdenkmäler, vor allem des 16. Jahrhunderts: Herausragend die Sandstein-Grabplatte eines Herrn von Ponickau († 1578). Die voll gerüstete Figur ist in einem elegant bewegten Standmotiv wiedergegeben, wohl ein Werk von Christoph Walther II. - Sandsteingrabmal: Sockel, darauf Kubus, profilierte Bedachung, darauf Urne, Inschrift verwittert - Kriegerdenkmal: Granitkubus auf Granitsockel, oberer Abschluss Eisernes Kreuz aus Granit, Inschrift „Unseren Helden 1914–1918“ | 08956659 |
| Direkt Bild zu diesem Denkmal hochladen | Wohnstallhaus und Seitengebäude eines Dreiseithofes, mit zwei Hofbäumen am Hofzugang                                                                     | Ortrander Straße 1 (Karte) | Anfang 19. Jahrhundert (Seitengebäude); Mitte 19. Jahrhundert (Wohnstallhaus)   | Zeit- und landschaftstypische Gebäude der Gründerzeit, augenfälliger Bestandteil des Dorfbildes nahe der Kirche, baugeschichtlich und wirtschaftsgeschichtlich von Bedeutung. - Wohnstallhaus: eingeschossiger massiver Putzbau mit Putzgliederung und -nutung an den Ecken, Gussgewände, zum Teil originale Fenster - Seitengebäude: zweigeschossiger Putzbau mit Sandsteingewänden, zum Teil originale Fenster, Türbedachung eines ehemaligen Sandsteinportals erhalten, zwei große alte Kastanien links und rechts des Hofzugangs | 08956668 |
| Direkt Bild zu diesem Denkmal hochladen | Pfarrhaus | Rosenbornstraße 1 (Karte)  | Um 1650                                                                         | Eines der ältesten Gebäude im Ort, ortshistorische Bedeutung. Bruchsteinsockel, darauf schlichter zweigeschossiger Putzbau, massiv, 3:8 Achsen, Sandsteingewände, Fledermausgaupen, Satteldach, Biberschwanzdeckung. | 08956665 |
| Direkt Bild zu diesem Denkmal hochladen | Seitengebäude (Wohnstallhaus) und Stallgebäude (mit Kumthalle) eines Dreiseithofes                                                                       | Rosenbornstraße 7 (Karte)  | Mitte 19. Jahrhundert                                                           | Zeit- und landschaftstypische Putzbauten, weitgehend original erhalten, Kumthalle von Seltenheitswert, baugeschichtlich und wirtschaftsgeschichtlich von Bedeutung. - Wohnhaus: zweigeschossiger Bruchsteinbau, verputzt, Putzgliederung und -nutung, Korbbogenfenster im Giebel, zum Teil originale Fenster - Seitengebäude: Bruchstein, verputzt, zweijochige Kumthalle, darüber Dreiecksgiebelaufbau, Fenster als Triumphbogenmotiv | 08956666 |
| Direkt Bild zu diesem Denkmal hochladen | Wohnstallhaus eines Bauernhofes | Rosenbornstraße 12 (Karte) | Mitte 19. Jahrhundert                                                           | Teil der alten Ortsstruktur, weitgehend original erhalten, mit Fachwerk-Obergeschoss, baugeschichtlich von Bedeutung. Erdgeschoss Bruchstein, verputzt, Obergeschoss Fachwerk, verputzt, Giebel Fachwerk, zum Teil verbrettert, originale Fenster, Sandsteingewände, Krüppelwalmdach, Rückseite Frackdach. | 08956667 |

## Sacka
| Bild                                    | Bezeichnung | Lage                                            | Datierung | Beschreibung | ID       |
| --------------------------------------- | --- | ----------------------------------------------- | --- | --- | -------- |
| Direkt Bild zu diesem Denkmal hochladen | Grenzstein des Pfarrhofes                                                                                                  | Am Mietenplatz 3 (gegenüber) (Karte)            | Bezeichnet mit 1828 | Orts- und vermessungsgeschichtliches Zeugnis. Natursteinkubus, Inschrift „Pfarrgut Sacka, 1828“. | 08956677 |
| Direkt Bild zu diesem Denkmal hochladen | Gasthaus (Zum Oberdorf 1, mit Saalanbau und Bühne), Seitengebäude (Königsbrücker Straße 2) sowie Handschwengelpumpe im Hof | Königsbrücker Straße 2 (Zum Oberdorf 1) (Karte) | Bezeichnet mit 1829 | Stattliches Ensemble in ortsbildprägender Lage, Gasthaus gründerzeitlich überformt, schönes Segmentbogenportal, mit ortshistorischer Bedeutung. - Gasthaus: breitgelagerter, zweigeschossiger massiver Putzbau mit Saal und Bühne, im Obergeschoss Rundbogenfenster, originale Fenster, im Erdgeschoss Vorhangbogenmotiv in Fensterbedachung, Segmentbogentür mit Schlussstein, bezeichnet mit „JGM 1829“, im Bogen Inschrift, abgetreppter Giebel - Seitengebäude: eingeschossiger Putzbau, Bruchstein, Sandsteingewände, Satteldach - gusseiserne Handschwengelpumpe | 08956680 |
|                                         | Wegweisersäule | Lötzschener Straße (Karte)                      | Bezeichnet mit 1834 | Verkehrshistorische Bedeutung. Sandsteinstele mit zwei Inschriften: 1. „Radeburg 2 St., Tauscha 1/2 St.“ 2. „Lötzschen /. St.“ | 08956683 |
|                                         | Kirche (mit Ausstattung), Kirchhof mit fünf Grabmalen und Einfriedung                                                      | Radeburger Straße (Karte)                       | Bezeichnet mit 1615, in der Wetterfahne (Kirche); 1667–1670 (Kirche); 1576, Loß (Epitaph); 1619 (Altar); 1862 (Empore) | Schlichte barocke Saalkirche mit Westturm, im Kern mittelalterlich, baugeschichtliche und ortshistorische Bedeutung. - Kirche (Dehio Sachsen I, 1996, bearbeitet): In unmittelbarer Nähe zum ehemaligen Rittergut gelegene, mehrmals umgebaute Kirche mit Westturm. Das heutige Erscheinungsbild im Wesentlichen durch die Arbeiten der Jahre 1667–70 bestimmt. Der Turm auf quadratischem Grundriss mit spätgotischem Portal, Wetterfahne bezeichnet mit 1615. Das Schiff auf rechteckigem Grundriss errichtet, der Chor eingezogen, die Dreiviertelkreis-Apsis Rest des romanischen Rundbaus. An der Nordseite des Chores Anbau für die Sakristei und darüber Betstube. Das Innere reizvoll durch die Staffelung der einzelnen Raumkörper. Das Schiff mit Holztonne überwölbt, der Chor mit Balkendecke, die Apsis mit einer Kalotte überfangen. Die Mittelachse weist eine Neigung nach rechts auf. Die Emporen aus der Zeit des Umbaus von 1862, von Michael Schumann. Der Prospekt der herrschaftlichen Betstube über der Sakristei nördlich des Chores von 1667–70. Er ruht auf drei (vier) gewundenen Säulen mit Kompositkapitellen. - Ausstattung: Altar von 1619, das Mittelbild zeigt die Auferstehung Christi in stark plastischem Relief. Seitlich davon zwei toskanische Säulen, Nischen und Volutenwerk. Darüber verkröpftes Gebälk und Kartusche, anspruchsvolle Arbeit. Die hölzerne Kanzel ebenfalls von 1619. Die sechs Brüstungsfelder mit figürlichen Reliefs versehen. Orgel von Julius Jahn, 1902, mit mechanischen Kegelladen. - Im Chor einige beachtliche Grabdenkmäler aufgestellt. Von hervorragender Qualität das des Christoph von Loß († 1551), von Hans Walther I. Das Denkmal der Margarethe von Loß († 1541), ebenfalls von guter Qualität. Im Langhaus das Epitaph des Dietrich von Loß († 1576), Holz, farbig gefasst. Zwei Säulen rahmen das Bild der Auferstehung, darüber Attika und Dreieckgiebel. Darunter Darstellung der Familie des Verstorbenen. Das anspruchsvolle Denkmal der Johanna Sibylla von Ihlow († 1707), ebenfalls im Langhaus angebracht. Marmorepitaph mit übereck gestellten Pfeilern und seitlich davon zwei weiblichen Allegorien. Als bekrönender Abschluss dient eine Bildnisbüste der Verstorbenen mit zwei seitlich angebrachten trauernden Putten. - 1. Grabmal: rechteckige Platte, in Kirchwand eingelassen, flache Reliefs mit Puttenköpfchen im oberen Zwickel, ovales Medaillon mit Inschrift, unterer Abschluss Palmenwedel und Konsolen mit Puttenköpfen - 2. Grabmal: rechteckige Sandsteinplatte mit Puttenköpfen im Zwickel, dazwischen Sonne mit Strahlenkranz, Inschrifttafel, unterer Abschluss Wappenornament - 3. Grabmal: verwittertes Sandsteinpostament, Sandsteinstele mit Dreiecksgiebelabschluss - 4. Grabmal: Platte in Kirchwand eingelassen, oberer Teil halbrunde Nische mit Urne, Mitte Inschrifttafel, unterer Teil verwittert, Sandstein (Friedericke Charlotte von Winckler, geb. von der Heyde, gest. 1779) - 5. Grabmal: Natursteinsockel, pyramidenartiger Aufbau mit Urne und Efeuranken, Sandstein (Johann Ernst von Winckler, gest. 1803, Inschrift „Dem Andenken / des Churfürstl. Sächsischen Hauptmanns / Johann Ernst von Winckler / ... geb. am 20. März 1734 zu Chemnitz im / Voigt- / lande ... Vater ...Oberster / Johann Ernst von Winckler ... vermählte / sich ... 1774 mi Johannen Julianen / Sophien geb. von Altmannshof / und starb am 3. Septbr. 1803“) | 08956675 |
|                                         | Pfarrhof mit Pfarrhaus, Seitengebäude, Pfarrgarten, Brunnen und Einfriedung                                                | Radeburger Straße 55 (Karte)                    | 19. Jahrhundert (Seitengebäude); um 1920/1930 (Pfarrhaus); um 1920 (Brunnen)                                           | Markant in Ortslage, Pfarrhaus im Heimatstil, ortshistorische Bedeutung. - Pfarrhaus: eingeschossiger massiver Putzbau mit Terrasse, im Innern originales Türfutter mit Bekleidung und Lampen, Satteldach mit Dachausbau - Seitengebäude: eingeschossiger Putzbau mit Sandsteingewänden, Satteldach - Brunnen: taufbeckenähnlicher Unterbau, darin stehender Fisch-Mensch als Wasserspeier - Bruchsteineinfriedungsmauer - Garten mit Streuobstwiese | 08956678 |
|                                         | Denkmal für die Gefallenen des Ersten Weltkrieges                                                                          | Radeburger Straße 55 (gegenüber) (Karte)        | Nach 1918 | Ortshistorische Bedeutung. Rechteckiger Steinsockel, darauf pyramidaler Porphyrtuffaufbau, oberer Abschluss durch Adler aus Porphyrtuff, an Schauseite Tafel mit verwitterter Inschrift, Eichenlaub und Dolch. | 08956674 |
| Direkt Bild zu diesem Denkmal hochladen | Wallgraben, Mauerreste und Sandsteinportal der ehemaligen Wasserburg und späteren Rittergutes                              | Siedlung 1 (Karte)                              | Anfänge im 13. Jahrhundert (Wasserburg); 17. Jahrhundert oder viell. jünger (Portal)                                   | Zeugnis frühester Siedlungsgeschichte, ortshistorische Bedeutung, reich verziertes Portal handwerklich-künstlerisch von Bedeutung. Mauerreste des sogenannten Schlosses, Sandsteingewände, schmiedeeiserne Gitter in Fensteröffnungen, reich verziertes Sandsteinportal erhalten, trockengelegter Wassergraben der ehemaligen Wasserburg. | 08956676 |
| Direkt Bild zu diesem Denkmal hochladen | Wohnhaus und Seitengebäude eines Zweiseithofes                                                                             | Tauschaer Straße 4 (Karte)                      | 1937 | Weitgehend original erhaltenes Anwesen einer Siedlung der 1930er Jahre, im Heimatstil, baugeschichtlich von Bedeutung. Die Reichssiedlungsgesellschaft legte 1937/38 eine Siedlung für die Umsiedler vom nahen Truppenübungsplatz an. 17 Familien, meist aus Rohna, kamen nach Sacka. Es entstanden zwei Erbhöfe mit zwanzig Hektar und zwölf Wirtschaften. - Wohnhaus: eingeschossiger Putzbau, an Langseite im Drempel Fachwerk, ein Giebel verputzt, der andere verbrettert, Satteldach, Biberschwanz-Kronendeckung, zum Teil originale Fenster und -läden - Seitengebäude: eingeschossiger Putzbau, rückwärtig verbrettert. | 08956682 |
| Direkt Bild zu diesem Denkmal hochladen | Wohnhaus und Seitengebäude eines Zweiseithofes                                                                             | Tauschaer Straße 14 (Karte)                     | 1937 | Weitgehend original erhaltenes Anwesen einer Siedlung der 1930er Jahre, im Heimatstil, baugeschichtlich von Bedeutung. Die Reichssiedlungsgesellschaft legte 1937/38 eine Siedlung für die Umsiedler vom nahen Truppenübungsplatz an. 17 Familien, meist aus Rohna, kamen nach Sacka. Es entstanden zwei Erbhöfe mit zwanzig Hektar und zwölf Wirtschaften. - Wohnhaus: eingeschossiger Putzbau, Halbgeschoss und Giebel Fachwerk, Biberschwanz-Kronendeckung, originale Fenster und -läden - im Winkel zum Wohnhaus angegliedertes Seitengebäude: teils massiv, teils Holzkonstruktion, Biberschwanz-Kronendeckung | 08956681 |
| Direkt Bild zu diesem Denkmal hochladen | Gasthaus (Zum Oberdorf 1, mit Saalanbau und Bühne), Seitengebäude (Königsbrücker Straße 2) sowie Handschwengelpumpe im Hof | Zum Oberdorf 1 (Königsbrücker Straße 2) (Karte) | Bezeichnet mit 1829 | Stattliches Ensemble in ortsbildprägender Lage, Gasthaus gründerzeitlich überformt, schönes Segmentbogenportal, mit ortshistorischer Bedeutung. - Gasthaus: breitgelagerter, zweigeschossiger massiver Putzbau mit Saal und Bühne, im Obergeschoss Rundbogenfenster, originale Fenster, im Erdgeschoss Vorhangbogenmotiv in Fensterbedachung, Segmentbogentür mit Schlussstein, bezeichnet mit „JGM 1829“, im Bogen Inschrift, abgetreppter Giebel - Seitengebäude: eingeschossiger Putzbau, Bruchstein, Sandsteingewände, Satteldach - gusseiserne Handschwengelpumpe | 08956680 |

## Stölpchen
| Bild                                    | Bezeichnung                           | Lage                             | Datierung                         | Beschreibung | ID       |
| --------------------------------------- | ------------------------------------- | -------------------------------- | --------------------------------- | --- | -------- |
| Weitere Bilder                          | Wegestein                             | (Flurstück 112) (Karte)          | 19. Jahrhundert                   | Verkehrshistorische Bedeutung. Aus grauem Granit, Inschrift „Lüttichau“, mit Richtungspfeil (Stein vermutlich versetzt, da Pfeil in andere Richtung weist). | 08956654 |
| Weitere Bilder                          | Ehemaliges Mühlengebäude (Fuchsmühle) | (Flurstück 327) (Karte)          | Um 1800                           | Landschaftstypischer Fachwerkbau, älteste Mühle der Großgemeinde Thiendorf, bau- und ortsgeschichtlich bedeutend sowie aus lokaler Sicht mit Seltenheitswert. Erdgeschoss Bruchsteinmauerwerk, verputzt, zum Teil verändert, Obergeschoss Fachwerk, am Giebel Streben mit Lehmausfachung, zum Teil verbrettert, originale Fenster, doppelte Biberschwanzdeckung. | 08956655 |
| Direkt Bild zu diesem Denkmal hochladen | Wegestein                             | Dorfstraße 2 (gegenüber) (Karte) | 19. Jahrhundert                   | Verkehrshistorische Bedeutung. Naturstein, weiß getüncht, zwei Inschriften: Sacka, Stölpchen. Im Mai 2022 nicht vorhanden | 08956656 |
| Direkt Bild zu diesem Denkmal hochladen | Wegestein                             | Dorfstraße 2 (gegenüber) (Karte) | 19. Jahrhundert                   | Verkehrshistorische Bedeutung. Naturstein, weiß getüncht, zwei Inschriften: Welxande 1/2 h, Sacka. Im Mai 2022 nicht vorhanden | 08956657 |
| Weitere Bilder                          | Wohnstallhaus eines Bauernhofes       | Dorfstraße 9 (Karte)             | Laut Auskunft bezeichnet mit 1757 | Ältestes erhaltenes Haus im Ort, mit Fachwerk-Obergeschoss, baugeschichtlich von Bedeutung. Erdgeschoss massiv, Obergeschoss Fachwerk verputzt, Satteldach, Frackdach am hinteren Teil über Anbau, ein Giebel Fachwerk verputzt. | 08956653 |

## Tauscha
| Bild                                    | Bezeichnung | Lage                                 | Datierung                                                                             | Beschreibung | ID       |
| --------------------------------------- | --- | ------------------------------------ | ------------------------------------------------------------------------------------- | --- | -------- |
| Weitere Bilder                          | Grenzstein | (Flurstück 591) (Karte)              | 19. Jahrhundert                                                                       | Flur- oder Gemarkungsstein, vermessungsgeschichtliche Bedeutung. Grauer Granit, ca. 50 cm hoch, Inschrift: Tauscha. | 08957016 |
|                                         | Wegestein | (Flurstücke 457, 458) (Karte)        | 19. Jahrhundert                                                                       | Verkehrshistorische Bedeutung. Scharrierter Granitsockel, Inschrift: Tauscha, Dobra, Sacka. | 08956987 |
|                                         | Grenzstein | (Flurstück 541) (Karte)              | 19. Jahrhundert                                                                       | Flur- oder Gemarkungsstein, vermessungsgeschichtliche Bedeutung | 08956988 |
|                                         | Grenzstein | (Flurstück 533) (Karte)              | 19. Jahrhundert                                                                       | Flur- oder Gemarkungsstein, vermessungsgeschichtliche Bedeutung. Granit, Inschrift: Gemeinde Dobra. | 08956986 |
| Direkt Bild zu diesem Denkmal hochladen | Wohnstallhaus, Scheune und Seitengebäude eines Dreiseithofes, mit Einfriedung                                                                                        | Alte Poststraße 16 (Karte)           | Um 1938                                                                               | Teil einer Ansiedlung der 1930er Jahre, im Heimatstil mit Fachwerk-Elementen, baugeschichtlich von Bedeutung. - Wohnstallhaus: eingeschossiger Putzbau mit Zierfachwerk im Giebel und Drempel, Kastenaufzug, originale Fenstergrößen, Satteldach - Scheune: massiv auf Granitsockel, zum Teil Holzkonstruktion verbrettert - Seitengebäude: Holzkonstruktion horizontal verbrettert | 08957019 |
| Direkt Bild zu diesem Denkmal hochladen | Wohnstallhaus, Scheune und Seitengebäude eines Dreiseithofes, mit Einfriedung                                                                                        | Alte Poststraße 20, 20a, 20b (Karte) | Um 1938                                                                               | Teil einer Ansiedlung der 1930er Jahre, im Heimatstil mit Fachwerk-Elementen, baugeschichtlich von Bedeutung. - Wohnstallhaus: eingeschossiger Putzbau mit Zierfachwerk im Giebel und Drempel, Kastenaufzug, originale Fenstergrößen, mit Fensterläden, Satteldach, vorgezogener Anbau mit Giebel und Zierfachwerk - Scheune: massiv auf Granitsockel, zum Teil Holzkonstruktion verbrettert - Seitengebäude: Holzkonstruktion horizontal verbrettert | 08957020 |
| Weitere Bilder                          | Kirche mit Ausstattung, dazu Kirchhof, Einfriedung und Denkmal für die Gefallenen des Ersten Weltkrieges                                                             | Am Teich (Karte)                     | 1650 (Kirche); bezeichnet mit 1745 (Altar); 1746 (Empore); nach 1918 (Kriegerdenkmal) | Schlichte barocke Saalkirche mit Dachreiter, Altar von Kändler, baugeschichtliche und ortshistorische Bedeutung. - Evangelische Pfarrkirche (Dehio Sachsen I, 1996): 1650 unter Verwendung älterer Bauteile errichtet. Der Bau auf nahezu quadratischem Grundriss. Der eingezogene Chor mit geradem Schluss nördlich und südlich der Sakristei von einem Betstübchen flankiert. Das Äußere ohne Schmuck. Kleiner Portalvorbau von 1746. Der harmonische Innenraum ebenfalls schlicht. Chor und Saal mit flacher Balkendecke, mit rundbogigem Triumphbogen voneinander getrennt. An der Süd- und Westseite Empore von 1746. Fassung der Emporenbrüstung wie die der achteckigen Kanzel an der Nordseite der Kirche. Altar datiert und signiert: Werk des Johann Joachim Kändler von 1745. Schlichter Aufbau: Das Altarbild, Auferstehung Christi, seitlich von je einem übereck gestellten Pfeiler flankiert. Diese an ihrem oberen Ende mit je einem Engelköpfchen versehen, mit geschweiftem Gebälkstück und Urne als Abschluss. Die Mitte von einer Gloriole bekrönt. Seitlich davon zwei Schnitzfiguren, die Personifikationen von Glaube und Liebe, mit Kreuz bzw. Herz in der Hand, weiß gefasst. - Kriegerdenkmal an der Kirche: tabernakelartiger Anbau aus rotem Granit, mit Bedachung, darin Eisernes Kreuz, 1914–1918, Inschrift „Getreu bis in den Tod opferten sie sich für die Heimat“, Eichenlaub | 08957011 |
| Direkt Bild zu diesem Denkmal hochladen | Wegestein | Anbau (Karte)                        | 19. Jahrhundert                                                                       | Verkehrshistorische Bedeutung. Scharrierter Granitblock, Inschrift: Königsbrück, Radeburg, Tauscha. | 08956983 |
| Direkt Bild zu diesem Denkmal hochladen | Wohnstallhaus eines Bauernhofes | Dorfstraße 17 (Karte)                | 1. Hälfte 19. Jahrhundert                                                             | Einer der wenigen Fachwerkbauten des Ortes, baugeschichtlich von Bedeutung. Erdgeschoss massiv, Obergeschoss Fachwerk, Giebel verbrettert, Wand-Öffnung-Verhältnis intakt, Rückseite verbrettert. | 08957018 |
| Weitere Bilder                          | Rittergut Tauscha (Sachgesamtheit) | Unter den Linden 1 (Karte)           | Im Kern wohl um 1650, stark überformt                                                 | Sachgesamtheit Rittergut Tauscha mit folgenden Einzeldenkmalen: ehemaliges Herrenhaus eines Rittergutes mit fünf Kopflinden, Einfriedung mit drei Toren sowie Lindensaal und Lindenpaar (siehe auch Einzeldenkmaldokument Obj. 08957017), dazu die ehemaligen Rittergutsgärten als Sachgesamtheitsteil | 09306728 |
| Weitere Bilder                          | Ehemaliges Herrenhaus eines Rittergutes mit fünf Kopflinden, Einfriedung mit drei Toren sowie Lindensaal und Lindenpaar (Einzeldenkmale der Sachgesamtheit 09306728) | Unter den Linden 1 (Karte)           | Im Kern wohl um 1650, stark überformt                                                 | Einzeldenkmale der Sachgesamtheit Rittergut Tauscha; stattlicher massiver Putzbau mit sehr hohem Krüppelwalmdach, ortshistorische Bedeutung, Lindensaal auch von landschaftsgestaltender Bedeutung. Stattlicher zweigeschossiger massiver Putzbau mit Putzgliederung, Zahnschnitt, Zwerchhaus, Fledermausgaupen, reduzierte Außengliederung (?), Teile der originalen Einfriedung aus Bruchstein erhalten, Torpfeiler mit Eimotiven, an Gebäuderückseite apsidialer Anbau, sehr hohes Krüppelwalmdach. Gutshaus, heute Wohnungen. Stattlicher Bau in schlichten Renaissanceformen. Zweigeschossig mit extrem steilem Krüppelwalmdach. Fenster unregelmäßig verteilt, vierachsiger Giebel. Das Äußere stark verändert. Das trotz der etwa um 1975 erfolgten Vereinfachungen immer noch stattliche Herrenhaus des einstigen Rittergutes Tauscha trägt über zwei Geschossen ein hoch aufragendes und beeindruckendes Krüppelwalmdach. Soweit bekannt, ist der heute äußerlich schlicht wirkende Bau in der zweiten Hälfte des 17. Jahrhunderts entstanden, möglicherweise ist er im Kern noch älter. Renaissance-Giebel sollen ihn bis weit nach 1700 geschmückt haben. Auf Blatt 269 des 1586–1634 entstandenen Ur-Öder sind diese erkennbar. Das hofseitige Zwerchhaus ist um 1790 unter dem Hausherren und Geheimen Finanzrat Carl Friedrich Freiherr von Rochow hinzugekommen. Die alte Raumaufteilung blieb weitestgehend erhalten. Der Hausflur zeigt ein bemerkenswertes Kreuzgratgewölbe. Der Wohnraum links (südlich) daneben wird von einer schönen barocken Stuckdecke mit Ranken, Bandwerk und runden Zierfeldern in den Ecken belebt. Auch der frühere Speisesaal im Obergeschoss besitzt eine vergleichbare Decke. Im zweiten Viertel des 19. Jahrhunderts trat der damalige Besitzer, Ernst Friedrich Carl August von Boße, Postmeister in Königsbrück, die Patrimonialgerichtsbarkeit an den Staat ab. Im Jahre 1908 erwarb der Nähmaschinenfabrikant Walter Naumann das Rittergut. Während der Nazizeit kam es in den Besitz der Reichsumsiedlungsgesellschaft. Um den Schutz des bedeutsamen Herrenhauses zu gewährleisten, wurde auf Grundlage des Sächsischen Heimatschutzgesetzes von 1938 dessen vorläufige Sicherstellung angeordnet und der Bau wenig später in die Landesdenkmalliste A eingetragen. Seit dem Verkauf ist er ein einfaches Wohnhaus gewesen. Die Denkmaleigenschaft des Tauschaer Herrenhause ergibt sich aus der baugeschichtlichen und ortsgeschichtlichen Bedeutung. Es ist sowohl als einstiger Adelssitz als auch mit seinen charakteristischen Bauformen, insbesondere der Gestaltung des Inneren, welche die Architekturentwicklung über zwei, wenn nicht gar drei Jahrhunderte dokumentieren, ein wertvolles Zeitzeugnis. Neben der Kirche macht der markante Bau die Geschichte des Orts und ihrer ehemaligen Patronatsherren und anderweitiger Besitzer wie kein anderes Gebäude der Ansiedlung anschaulich. | 08957017 |

## Welxande
| Bild                                    | Bezeichnung                       | Lage                     | Datierung             | Beschreibung | ID       |
| --------------------------------------- | --------------------------------- | ------------------------ | --------------------- | --- | -------- |
| Direkt Bild zu diesem Denkmal hochladen | Grenzstein                        | (Flurstück 359) (Karte)  | 19. Jahrhundert       | Flur- oder Gemarkungsstein, vermessungsgeschichtlich bedeutsam. Naturstein, Inschrift „Gemeinde Sacka“, erfasst als Grenzstein in Sacka, liegt aber in Gemarkung Welxande, daher heute Ortsteil Welxande.                                | 08956696 |
| Direkt Bild zu diesem Denkmal hochladen | Seitengebäude eines Dreiseithofes | Straße der MTS 7 (Karte) | Mitte 19. Jahrhundert | Obergeschoss Fachwerk zum Teil verbrettert, einzige erhaltene Fachwerkkonstruktion im Ort, baugeschichtlich von Bedeutung. Erdgeschoss Bruchstein, massiv, Segmentbogeneinfahrt, Satteldach, teils Biberschwanz-, teils Schieferdeckung. | 08956658 |

## Würschnitz
| Bild                                    | Bezeichnung                                                                                      | Lage                                    | Datierung                                                                          | Beschreibung | ID       |
| --------------------------------------- | ------------------------------------------------------------------------------------------------ | --------------------------------------- | ---------------------------------------------------------------------------------- | --- | -------- |
|                                         | Grenzstein                                                                                       | (Flurstück 90) (Karte)                  | 19. Jahrhundert                                                                    | Flur- oder Gemarkungsstein, vermessungsgeschichtliche Bedeutung. Grauer Granit, halb in Erde versenkt. | 08957004 |
|                                         | Wegestein                                                                                        | Alte Radeburger Straße 11 (vor) (Karte) | 19. Jahrhundert                                                                    | Verkehrshistorische Bedeutung. Graue Granitstele, Inschrift „Radeburg, Medingen“. | 08957009 |
| Weitere Bilder                          | Kirche mit Ausstattung und Kirchhof mit Einfriedung sowie fünf Lindenbäume an der Kirchhofsmauer | Ottendorfer Straße (Karte)              | 1. Hälfte 18. Jahrhundert (Kirche); um 1600 (Taufe); 1660/70 (Altar); 1870 (Orgel) | Schlichte Saalkirche mit Dachreiter, orts- und baugeschichtliche Bedeutung. - Evangelische Pfarrkirche (Dehio Sachsen I, S. 861): Kleine 3/8-geschlossene Saalkirche aus der 1. Hälfte des 18. Jahrhunderts, wohl unter Verwendung eines Vorgängerbaus errichtet. Satteldach, im Westen Dachreiter. Stichbogige Fenster, im Norden Anbau von Sakristei und Betstube. - Im Inneren flache Decke, mit zarten Stucklinien verziert. Emporen an der West- und Nordseite des Saales. Der aufwendige Altar von 1660/70. Zwei Säulen flankieren ein halbrund geschlossenes Landschaftsbild, vor dem sich ein plastisches Holzkruzifix aufbaut. Seitlich und in der Bekrönung des Altares Engelfiguren mit den Leidenswerkzeugen. In der Predella zwei halbrund geschlossene Bildtafeln mit Allegorien. Der gesamte Altar weiß und rot marmorierend gefasst. Schwungvolle Arbeit. Taufstein um 1600. Die Kuppa rund, mit Beschlagwerk-Ornamentik, der nach unten anschwellende Fuß auf einem Lorbeerkranz stehend, sorgfältige Arbeit. Orgel von 1870, vermutlich von Nagel. | 08957006 |
|                                         | Auszugshaus                                                                                      | Ottendorfer Straße 5 (Karte)            | Anfang 19. Jahrhundert                                                             | Obergeschoss Fachwerk, Teil der alten Ortsstruktur, Lage im Ortskern bildprägend, baugeschichtlich und sozialgeschichtlich von Bedeutung. Erdgeschoss massiv, Satteldach. | 08957021 |
|                                         | Ehemalige Schule, heute Wohnhaus                                                                 | Ottendorfer Straße 9 (Karte)            | Bezeichnet mit 1906                                                                | Gründerzeitgebäude mit Volutengiebel, ortshistorische Bedeutung. Polygonsockel, Zwerchhaus, zweigeschossiger massiver Putzbau, an Frontseite volutenartiger Giebelaufbau, Gusssteingewände in beiden Geschossen, im Erdgeschoss Segmentbogenfenster mit Schlusssteinen, originale Haustür, Walmdach. | 08957008 |
|                                         | Pfarrhaus                                                                                        | Ottendorfer Straße 10 (Karte)           | Bezeichnet mit 1817                                                                | Obergeschoss Fachwerk, mit Rundbogenportal, baugeschichtliche und ortshistorische Bedeutung. Erdgeschoss massiv, rückwärtig Fachwerk verbrettert, die Giebel Fachwerk, einer verbrettert, Satteldach, Biberschwanzdeckung. | 08957005 |
| Direkt Bild zu diesem Denkmal hochladen | Wohnhaus eines Bauernhofes                                                                       | Ottendorfer Straße 18 (Karte)           | Bezeichnet mit 1669                                                                | Stattliches Fachwerk-Gebäude, seltene und altertümliche Fachwerkkonstruktion (mit Andreaskreuzen), Teil der alten Ortsstruktur, baugeschichtlich von Bedeutung, bildet Bauernhof mit Nummer 20. Haus bezeichnet mit „C.M. A.O.1669 D.H.D.6. MaJ.“, Erdgeschoss massiv, Obergeschoss Fachwerk mit Andreaskreuzen, ein Giebel massiv, ein Giebel Fachwerk, zum Teil verbrettert, Satteldach, Biberschwanzdeckung. | 08957007 |
| Direkt Bild zu diesem Denkmal hochladen | Bruchsteinmauer                                                                                  | Ottendorfer Straße 31 (Karte)           | 19. Jahrhundert                                                                    | Am Ortseingang ortsbildprägend, Relikt der alten Grundstücksbegrenzung, ortsgeschichtlich von Bedeutung. Bruchsteinmauer verputzt, ca. 50 m lang. | 08957003 |

## Zschorna
| Bild                                    | Bezeichnung                                                                       | Lage                                | Datierung                                               | Beschreibung | ID       |
| --------------------------------------- | --------------------------------------------------------------------------------- | ----------------------------------- | ------------------------------------------------------- | --- | -------- |
| Direkt Bild zu diesem Denkmal hochladen | Wegestein                                                                         | (Flurstück 157/1) (Karte)           | 19. Jahrhundert                                         | Verkehrshistorische Bedeutung. Sandsteinstele, unteres Drittel scharriert, im oberen Teil verwitterte Inschrift. | 08957015 |
| Weitere Bilder                          | Schloss und Park Zschorna b. Radeburg, Rittergut Zschorna (Sachgesamtheit)        | Zur Teichwirtschaft 1, 3, 5 (Karte) | 1537 (Schloss); 19. Jahrhundert und älter (Schlosspark) | Sachgesamtheit Schloss und Park Zschorna b. Radeburg, mit folgendem Einzeldenkmal: Schloss (Nr. 1, siehe 08957013) sowie Park (Gartendenkmal) und mit folgendem Sachgesamtheitsteil: Nebengebäude (Nr. 3 und 5); altes Schloss im Stil der Renaissance, schöner Park, baugeschichtliche und ortshistorische Bedeutung. Stattlicher, vielgliedriger mehrgeschossiger Putzbau mit zweigeschossigem Anbau, Ecknutung, zum Teil profilierte Fenstergewände, giebelartiges Dachhäuschen, steiles Walmdach mit Fledermausgaupen, im Innern zum Teil Zellengewölbe, siehe auch Dehio Sachsen I, S. 830. Die Entstehung des Parkes dürfte auf die letzte Umbaumaßnahme des Schlosses um die Jahrhundertwende zurückzuführen sein. Die ca. 11 ha große Fläche des Parks wird vorrangig geprägt von den beiden Teichen, dem größeren Fischerteich mit langgestreckter Insel und dem kleinen Nesselteich. Außer der noch optisch wahrnehmbaren Parkachse zwischen Schloss mit Grabenbrücke und Fischerteich mit Insel wird der größere Teil des Parks gekennzeichnet durch lichten Altbaumbestand, darunter dominierend: Stieleiche, Winterlinde, Hainbuche und Spitzahorn. Nadelgehölze sind verwildernd nachgewachsen. Durch die Nutzung des Objektes als Zentrales Pionierlager ist das gegenwärtige Erscheinungsbild des Parks vor allem wegen der zahlreichen Bauten (holzverschalte Bungalows und massive Gemeinschaftseinrichtungen und Mehrzweckgebäude) sowie die ursprüngliche, vom Schloss ausgehende Blickachse durch die „zwischengeschaltete“ Freilichtbühne gestört, nicht aber derart substanziell in ihrem historischen Bestand und Charakter beeinträchtigt, dass dadurch die Denkmaleigenschaften verloren gegangen wären. | 09303809 |
| Weitere Bilder                          | Schloss (Einzeldenkmal der Sachgesamtheit 09303809)                               | Zur Teichwirtschaft 1 (Karte)       | 1537                                                    | Einzeldenkmal der Sachgesamtheit Schloss und Park Zschorna b. Radeburg; altes Schloss im Stil der Renaissance, baugeschichtliche und ortshistorische Bedeutung. Auf älteren Resten angeblich 1537 errichtetes stattliches Gebäude über rechteckigem Grundriss. Den Zugang vermittelt eine zweibogige Brücke über den Wassergraben, von zwei stattlichen alten Linden flankiert. Hauptgebäude dreigeschossig. 1853 von Karl Moritz Haenel umgebaut und im Nordwesten der dreigeschossige Bau mit Ziergiebel angefügt. 1909 Veränderungen wohl durch Bernhard Schreiber. Das Walmdach an der dem Park zugewandten Südostseite vom Treppenturm mit Laterne durchstoßen. Der Eingangsbereich zellengewölbt, mit tiefen Zellen im Flur, mit flachen in dem rechts danebenliegenden Raum. Rechts anschließend tonnengewölbter Saal. Das stichbogig durchfensterte Mauerwerk von beachtlicher Stärke. Im Keller zum Teil Schießschartenfenster und tonnengewölbte Räume, u. a. die Küche. Als Zugang eine stichbogige Tür mit groben Profildurchdringungen. Vor dem Schloss kapellenartiger Bau, wahrscheinlich Anfang 19. Jahrhundert (Dehio Sachsen I, 1996). | 08957013 |
| Direkt Bild zu diesem Denkmal hochladen | Ehemaliges Rittergut mit Wohnhaus (Nr. 4) und Nebengebäude (Stallgebäude, Nr. 4a) | Zur Teichwirtschaft 4, 4a (Karte)   | 19. Jahrhundert                                         | Zum Schloss Zschorna gehörend, Gründerzeitgebäude, ortsgeschichtlich von Bedeutung. - Wohnhaus: verputzter Bruchsteinbau auf rechtwinkligem Grundriss, Polygonsockel, zwei Geschosse, im Erdgeschoss Segmentbogenfenster, zum Teil originale Fenster mit Winterfenstern, im Obergeschoss rechteckige Fenster mit Putznutung, an Straßenseite giebelförmiger Dachausbau, Biberschwanzdeckung - Nebengebäude: eingeschossiger Bruchsteinbau, Sandstein-Fenstergewände, Satteldach, Biberschwanzdeckung | 08957014 |

## Tabellenlegende
- Bild: Bild des Kulturdenkmals, ggf. zusätzlich mit einem Link zu weiteren Fotos des Kulturdenkmals im Medienarchiv Wikimedia Commons. Wenn man auf das Kamerasymbol klickt, können Fotos zu Kulturdenkmalen aus dieser Liste hochgeladen werden:
- Bezeichnung: Denkmalgeschützte Objekte und ggf. Bauwerksname des Kulturdenkmals
- Lage: Straßenname und Hausnummer oder Flurstücknummer des Kulturdenkmals. Die Grundsortierung der Liste erfolgt nach dieser Adresse. Der Link (Karte) führt zu verschiedenen Kartendiensten mit der Position des Kulturdenkmals. Fehlt dieser Link, wurden die Koordinaten noch nicht eingetragen. Sind diese bekannt, können sie über ein Tool mit einer Kartenansicht einfach nachgetragen werden. In dieser Kartenansicht sind Kulturdenkmale ohne Koordinaten mit einem roten bzw. orangen Marker dargestellt und können durch Verschieben auf die richtige Position in der Karte mit Koordinaten versehen werden. Kulturdenkmale ohne Bild sind an einem blauen bzw. roten Marker erkennbar.
- Datierung: Baubeginn, Fertigstellung, Datum der Erstnennung oder grobe zeitliche Einordnung entsprechend des Eintrags in der sächsischen Denkmaldatenbank
- Beschreibung: Kurzcharakteristik des Kulturdenkmals entsprechend des Eintrags in der sächsischen Denkmaldatenbank, ggf. ergänzt durch die dort nur selten veröffentlichten Erfassungstexte oder zusätzliche Informationen
- ID: Vom Landesamt für Denkmalpflege Sachsen vergebene, das Kulturdenkmal eindeutig identifizierende Objekt-Nummer. Der Link führt zum PDF-Denkmaldokument des Landesamtes für Denkmalpflege Sachsen. Bei ehemaligen Kulturdenkmalen können die Objektnummern unbekannt sein und deshalb fehlen bzw. die Links von aus der Datenbank entfernten Objektnummern ins Leere führen. Ein ggf. vorhandenes Icon  führt zu den Angaben des Kulturdenkmals bei Wikidata.